# Live Intrusion
Live Intrusion è il primo DVD del gruppo musicale statunitense Slayer, pubblicato il 31 ottobre 1995 dalla American Recordings.

## Il disco
Venne registrato il 12 marzo 1995 all'anfiteatro di Mesa (Arizona). È presente anche Witching Hour, cover dei Venom suonata da Tom Araya e Kerry King assieme al cantante/chitarrista Robb Flynn e al batterista Chris Kontos, membri dei Machine Head.

## Tracce
1. Raining Blood – 4:23 (Jeff Hanneman, Kerry King)
2. Killing Fields – 3:56 (testo: Tom Araya – musica: Kerry King)
3. War Ensemble – 4:51 (testo: Tom Araya, Jeff Hanneman – musica: Jeff Hanneman)
4. At Dawn They Sleep – 5:03 (testo: Tom Araya, Jeff Hanneman Kerry King – musica: Jeff Hanneman)
5. Divine Intervention – 5:33 (testo: Tom Araya, Jeff Hanneman, Kerry King, Paul Bostaph – musica: Jeff Hanneman, Kerry King)
6. Dittohead – 2:50 (Kerry King)
7. Captor of Sin – 3:21 (Jeff Hanneman, Kerry King)
8. 213 – 4:51 (testo: Tom Araya – musica: Jeff Hanneman)
9. South of Heaven – 4:58 (testo: Tom Araya – musica: Jeff Hanneman)
10. Sex. Murder. Art. – 1:50 (testo: Tom Araya – musica: Kerry King)
11. Mandatory Suicide – 4:03 (testo: Tom Araya – musica: Jeff Hanneman, Kerry King)
12. Angel of Death – 4:50 (Jeff Hanneman)
13. Hell Awaits – 4:53 (testo: Kerry King – musica: Jeff Hanneman, Kerry King)
14. Witching Hour – 2:54 (Tony Bray, Jeffrey Dunn, Conrad Lant) – originariamente interpretata dai Venom
15. Chemical Warfare – 5:17 (Jeff Hanneman, Kerry King)

## Formazione
Gruppo
- Tom Araya – voce, basso
- Jeff Hanneman – chitarra
- Kerry King – chitarra
- Paul Bostaph – batteria

Altri musicisti
- Robb Flynn – voce e chitarra (traccia 14)
- Chris Kontos – batteria (traccia 14)